# El quintet de la mort
|  | Aquest article tracta sobre pel·lícula de 1955. Vegeu-ne altres significats a «The Ladykillers». |

 El quintet de la mort (títol original en anglès: The Ladykillers) és una pel·lícula britànica dirigida per Alexander Mackendrick, estrenada el 1955. Ha estat doblada al català.

## Argument[2]
El «professor» Marcus i els seus còmplices, fent-se passar per músics, lloguen una habitació a la vella Sra. Wilberforce, per preparar el robatori d'una transferència de fons a l'estació següent. Aconsegueixen el cop, però són descoberts per la senyora. Decideixen llavors eliminar-la, però això és més aviat difícil...

## Repartiment
- Katie Johnson: Madame Wilberforce
- Alec Guinness: Professor Marcus
- Cecil Parker: El major (Claude) Courtney
- Herbert Lom: Mr Harvey (Louis Harvey)
- Peter Sellers: Mr Robinson (Harry)
- Danny Green:  Mr Lawson
- Jack Warner: El superintendent
- Philip Stainton: El sergent
- Kenneth Connor: policia

## Al voltant de la pel·lícula
- Alec Guinness, que interpreta el paper principal, va declarar haver-se inspirat en el paper d'Alastair Sim, per compondre el seu personatge.
- El quintet de la mort és una de les primeres aparicions al cinema de Peter Sellers, en un paper secundari.
- Un remake va ser dirigit el 2004: The Ladykillers per Joel i Ethan Coen.

## Premis i nominacions

### Premis
- 1956: BAFTA a la millor actriu per Katie Johnson
- 1956: BAFTA al millor guió original per William Rose

### Nominacions
- 1956: BAFTA a la millor pel·lícula
- 1957: Oscar al millor guió original per William Rose[3]